# 艾拉秀：娛樂無限
《艾拉秀：娛樂無限》，是台灣女歌手陳嘉樺首次以個人名義舉辦的首次巡迴演唱會。
此次巡演自2020年8月14日、8月15日一連兩場開始在台北開唱，至2022年8月20日於高雄作為最終場结束本次表演，而此次巡演場次總共有3場演出。

## 簡介
《艾拉秀.娛樂無限》是由寬魚國際執行長邱瓈寬與勁樺娛樂聯手共同打造一場不只是演唱會的演唱會，而是一場為ELLA量身訂製集合"演唱會"+"音樂劇"+"脫口秀"三合一的演出，《艾拉秀.娛樂無限》則特別邀請金曲獎最佳作曲人音樂人黃韻玲擔任音樂總監，也請金曲獎最佳作詞人李焯雄出任藝術總監，為陳嘉樺打造貫穿整個「艾拉秀」的「ELLA三部曲」，〈人生不能沒副歌〉、〈A CA ELLA〉和〈娛樂無限公司〉，而陳嘉樺創作的〈晚安歌〉是將準備展開的巡演「艾拉秀」的精華結尾曲目。

## 歷程
2020年5月18日，宣布全新「The Ella Show艾拉秀」開跑，是由「勁樺娛樂」及邱瓈寬擔任執行長的「寬魚國際」攜手合作打造的演出，也透露陳嘉樺的創作單曲〈晚安歌〉是「艾拉秀」巡演的壓軸之作。
2020年11月14、15日，「ELLA陳嘉樺X艾拉秀·娛樂無限」一連兩天在臺北流行音樂中心演出，2場共吸引1萬人到場，兩天票房收入約2600萬元。
2021年8月14日，「ELLA陳嘉樺X艾拉秀·娛樂無限」移師高雄流行音樂中心海音館演出，同時也是高雄流行音樂中心開幕啟用首位舉辦演唱會的歌手，但由於受嚴重特殊傳染性肺炎疫情的影響，7月8日宣布原訂於8月14日舉辦的「艾拉秀」高雄場宣布確定延期舉辦，新的巡演日期等待官方評估公告。
2022年2月17日，宣布「ELLA陳嘉樺X艾拉秀·娛樂無限」在2022年5月28日於高雄流行音樂中心海音館重啟，Ella搶先透露，高雄站演出有新亮點，絕對是有升級，就像是2.0的進化，在歌單、造型、腳本上都會有調整，也開始與導演開會討論，陸續進入魔鬼式的籌備彩排階段了，相約屆時高雄相見，門票於開賣後迅速售罄。
2022年5月3日，宣布由於受嚴重特殊傳染性肺炎疫情的影響，原訂於5月28日舉辦的《艾拉秀》高雄場二度宣布延期，同時宣布巡演新的日期為同年8月20日。

## 地點
| 日期           | 城市 | 國家 | 地點                   | 表演嘉賓 | 附註                       | 觀眾人數 |
| -------------- | ---- | ---- | ---------------------- | -------- | -------------------------- | -------- |
| 2020年11月14日 | 台北 | 臺灣 | 臺北流行音樂中心       |          |                            | 10,000人 |
| 2020年11月15日 | 台北 | 臺灣 | 臺北流行音樂中心       |          |                            | 10,000人 |
| 2022年8月20日  | 高雄 | 臺灣 | 高雄流行音樂中心海音館 |          | 首位在此場館開唱的女歌手。 | 6,000人  |

## 歌單
| 台北場歌單： 1. A Ca Ella 2. 天黑請閉眼 3. 想見你想見你想見你 4. 遇見 5. 忙與盲 6. 那個誰 7. 我的未來不是夢 8. 相信你的人 9. 人生不能沒副歌 10. 娛樂無限公司 11. 無名之輩 12. 都幾歲了 13. 來個蹦蹦 14. 囉哩叭唆 15. 晚安歌 | 高雄場歌單： 1. A Ca Ella 2. 知足 3. 自由 4. 不必在乎我是誰 5. 新不了情 6. 女人花 7. 浪子回頭 8. 遇見 9. 忙與盲 10. 我的未來不是夢 11. 相信你的人 12. 人生不能沒副歌 13. 娛樂無限公司 14. 無名之輩 15. 都幾歲了 16. 來個蹦蹦 17. 囉哩叭唆 18. 晚安歌 |

## 幕後團隊
- 台北場：
  - 主辦單位：寬魚國際股份有限公司 / 勁樺娛樂有限公司
  - 協辦單位：太陽娛樂集團
  - 贊助單位：ROBINMAY、雅詩蘭黛、Evian、DV笛絲薇夢、TAKASIMA高島

- 高雄場：
  - 主辦單位：寬魚國際股份有限公司 / 勁樺娛樂有限公司
  - 贊助單位：ROBINMAY / Evian / Elastine伊絲婷 / TAKASHIMA高島 / 米客邦 / 橘子25認同卡 / 高雄洲際酒店